# Werner Fleißner
Werner Fleißner (* 17. Juni 1922 in Chemnitz; † 27. Dezember 1985 in Berlin) war Generaloberst der NVA und Stellvertreter des Ministers für Nationale Verteidigung der DDR.

## Leben
Fleißner, Sohn eines Modelltischlers, besuchte die Volksschule und erlernte ab 1936 ebenfalls den Beruf des Modelltischlers und arbeitete in diesem. Ab 1941 leistete er Kriegsdienst, zuletzt als Unteroffizier (Artillerie), und wurde 1945 kurzzeitig durch die amerikanische Armee in Österreich interniert.
Nach seiner Entlassung arbeitete er 1945 erneut als Modelltischler. Am 6. Januar 1946 wurde er Angehöriger der Schutzpolizei, später Leiter der Schutzpolizei in Chemnitz. 1946 wurde er Mitglied der SPD, kurze Zeit später der SED. Ferner fungierte er als Kfz-Einsatzleiter in Fürstenwalde. Er wurde Kommissar der Volkspolizei. Von 1948 bis 1950 war er Kommandeur der 4. kasernierten Polizeibereitschaft „Ernst Thälmann“ in Großenhain, hier erfolgte seine Ernennung zum Oberrat der Volkspolizei. 1950/1951 war er stellvertretender Leiter für Technik/Ausrüstung der Volkspolizei-Dienststelle in Zeithain. Von 1951 bis 1956 wirkte er als Kommandeur der Kfz-Offiziersschule der Kasernierten Volkspolizei in Apollensdorf bei Wittenberg bzw. Stahnsdorf bei Potsdam. Während dieser Zeit wurde er 1953 zum Oberst befördert. Von 1950 bis 1958 studierte Fleißner an der Offiziershochschule in Dresden. Danach war er von 1958 bis 1963 Chef für Kfz-Wesen im Ministerium für Nationale Verteidigung und wurde 1963 zum Generalmajor ernannt. Von 1964 bis 1985 fungierte Fleißner als Stellvertreter des Ministers für Nationale Verteidigung und Chef für Ausrüstung bzw. für Technik und Bewaffnung. Fleißner war auch das Büro „Industrietechnischer Außenhandel“ unterstellt, das unter anderem Waffen- und Ausrüstungslieferungen nach Afrika zur Unterstützung der Befreiungsbewegungen und linken Regierungen organisierte.

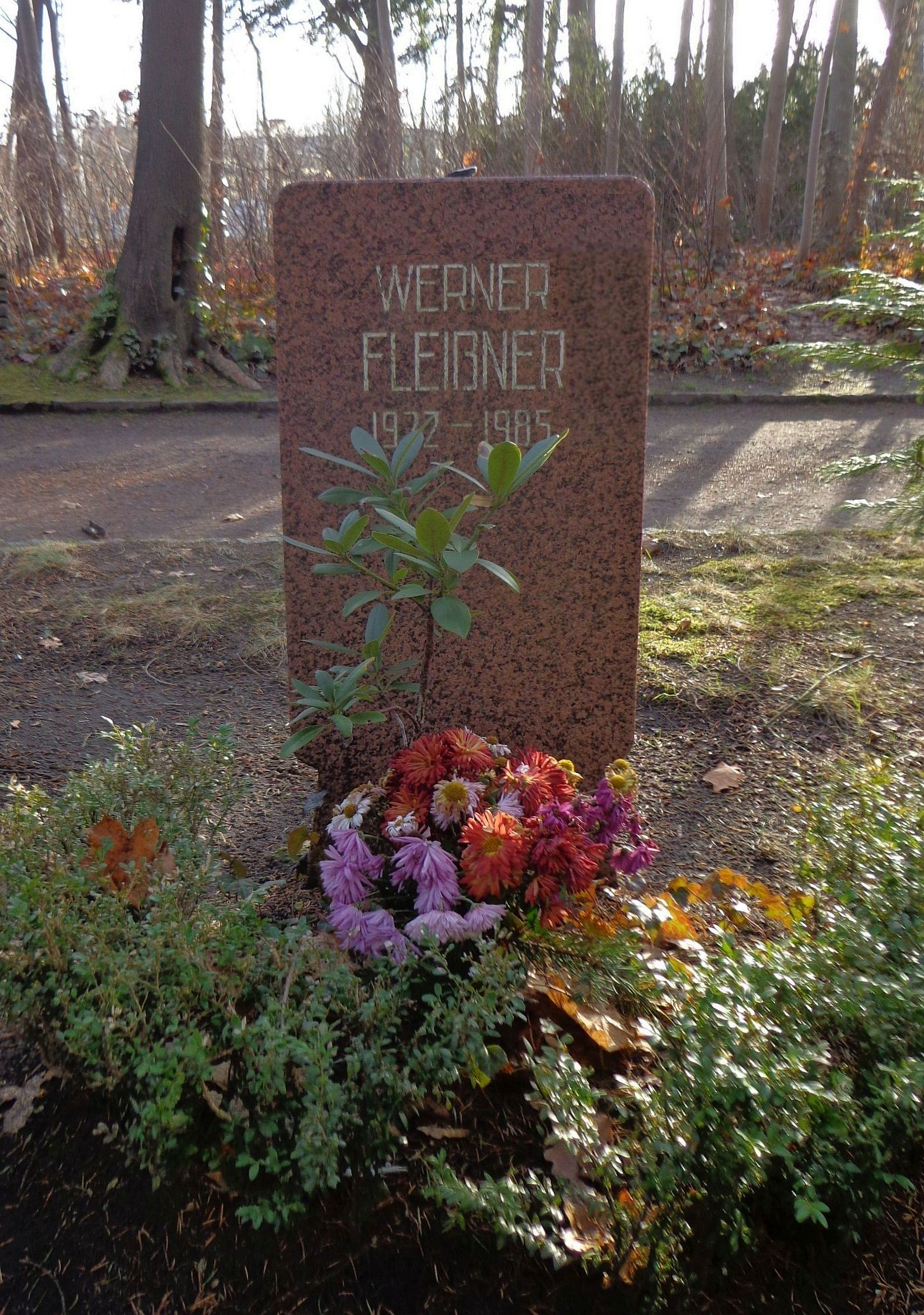
Grabstätte

Von 1965 bis 1969 absolvierte er ein Fernstudium an der Militärakademie „Friedrich Engels“ in Dresden, das er als Dipl. rer. mil. abschloss. 1969 wurde er zum Generalleutnant, 1977 zum Generaloberst der NVA befördert.
Fleißner schrieb zahlreiche Artikel für die Zeitschriften Militärwesen und Militärtechnik.
Seine Urne wurde in der Grabanlage Pergolenweg des Berliner Zentralfriedhofs Friedrichsfelde beigesetzt.

## Werke (Auswahl)
- Die Revolution im Militärwesen und das militärtechnische Denken unserer Offiziere. In: Militärwesen, Jg. 10 (1966), Nr. 1, S. 3–11.
- Die Entwicklung von Feuerkraft und Beweglichkeit in der Nationalen Volksarmee. In: Militärwesen, Jg. 10 (1966), Nr. 2, S. 204–210.
- Durch militärökonomisches Denken und Handeln zur effektiven Erfüllung unserer militärischen Aufgaben. In: Militärtechnik, Jg. 7 (1967), Nr. 4, S. 148–152.
- Maximaler Zuwachs an Kampfkraft und Gefechtsbereitschaft – Kriterium unserer Arbeit im neuen Ausbildungshalbjahr. In: Militärtechnik, Jg. 9 (1969), Nr. 1, S. 1–5.
- Nur durch den Menschen wird die Technik wirksam. In: Friedrich Engels und der bewaffnete Schutz der Arbeiterklasse (Protokoll der militärtheoretischen Konferenz vom 6.11.1970; 150. Geburtstag Engels’). Militärakademie „Friedrich Engels“, Dresden 1971, S. 53–60.
- Hohe Gefechtsbereitschaft verlangt meisterhafte Beherrschung und gewissenhafte Wartung der Kampftechnik. In: Militärwesen, Jg. 21 (1977), Nr. 6, S. 3–11.
- Die Meisterung der modernen Militärtechnik dient der Sicherung des Friedens. In: Militärtechnik, Jg. 18 (1978), Nr. 6, S. 281–283.
- 30 Jahre Deutsche Demokratische Republik – 30 Jahre erfolgreicher Kampf um die Sicherung des Friedens. In: Militärtechnik, Jg. 19 (1979), Nr. 5, S. 225–227.
- Der militärische Klassenauftrag wird auch in den 80er Jahren zuverlässig erfüllt. Zum 25. Jahrestag der Gründung der NVA. In: Militärtechnik, Jg. 20 (1980), Nr. 6, S. 281–283.
- Ökonomische Sicherstellung der Landesverteidigung und ihre Anforderungen an die Aus- und Weiterbildung von Kadern. In: Wissenschaftliche Zeitschrift der Hochschule für Ökonomie „Bruno Leuschner“, Jg. 26 (1981), Nr. 2, S. 9–11.
- Meisterhaftes Beherrschen der modernen Kampftechnik erfordert Intensivierung der politischen und militärischen Führung, Erziehung und Ausbildung. In: Militärtechnik, Jg. 21 (1981), Nr. 6, S. 281–283.
- Wirtschaftsstrategie und ökonomische Sicherstellung der Landesverteidigung. In: Militärwesen, Jg. 26 (1982), Nr. 7, S. 3–10.
- Kampf um hohe militärökonomische Effektivität – wichtige Voraussetzung zur Erfüllung des Klassenauftrages. In: Militärtechnik, Jg. 24 (1984), Nr. 5, S. 225–227.

## Auszeichnungen
- Vaterländischer Verdienstorden in Bronze (1964), in Silber (1972) sowie in Gold (1979)
- Ehrenspange zum Vaterländischen Verdienstorden in Gold (1981)
- Scharnhorst-Orden
- Karl-Marx-Orden (1982)
- Orden „Banner der Arbeit“, Stufe I (1984)